# Луктос (посёлок)
Луктос — посёлок в Вознесенском районе Нижегородской области. Входит в состав Сарминского сельсовета.

## География
Посёлок находится в юго-западной части региона, в зоне хвойно-широколиственных лесов, на реке Луктос, на расстоянии приблизительно 13 километров по прямой на север-северо-восток от посёлка Вознесенское, административного центра района.

### Климат
Климат характеризуется как умеренно континентальный, с тёплым летом и холодной снежной зимой. Среднегодовая температура — 3,7 °C. Средняя температура воздуха самого тёплого месяца (июля) — 19 °C (абсолютный максимум — 39 °C); самого холодного (января) — −11 °C (абсолютный минимум — −44 °C). Среднегодовое количество атмосферных осадков составляет около 460—480 мм. Снежный покров держится в течение 140—145 дней.

## История
Основан в 1924 году крестьянами из сёл Хрипуново Ардатовского уезда и Вилейка. Работали колхозы им. третьего года пятилетки, «Свободный», им. Мичурина. В посёлке проживают в основном пенсионеры.

## Население
| 1999 | 2002 | 2010 |
| ---- | ---- | ---- |
| 54   | ↘41  | ↘14  |

### Национальный состав
Согласно результатам переписи 2002 года, в национальной структуре населения русские составляли 100 % из 41 чел.